# هارولد الکساندر
هارولد الکساندر (انگلیسی: Harold Alexander, 1st Earl Alexander of Tunis; ۱۰ دسامبر ۱۸۹۱ – ۱۶ ژوئن ۱۹۶۹) سیاستمدار و افسر ارتش اهل بریتانیا و هفدهمین فرماندار کل کانادا از سال ۱۹۴۶ تا ۱۹۵۲ بود.
وی همچنین برندهٔ جوایزی همچون نشان مریت، نشان خدمات برجسته (ارتش آمریکا)، نشان بند جوراب، و لژیون دونور (صلیب بزرگ) شده‌است.

## نگارخانه

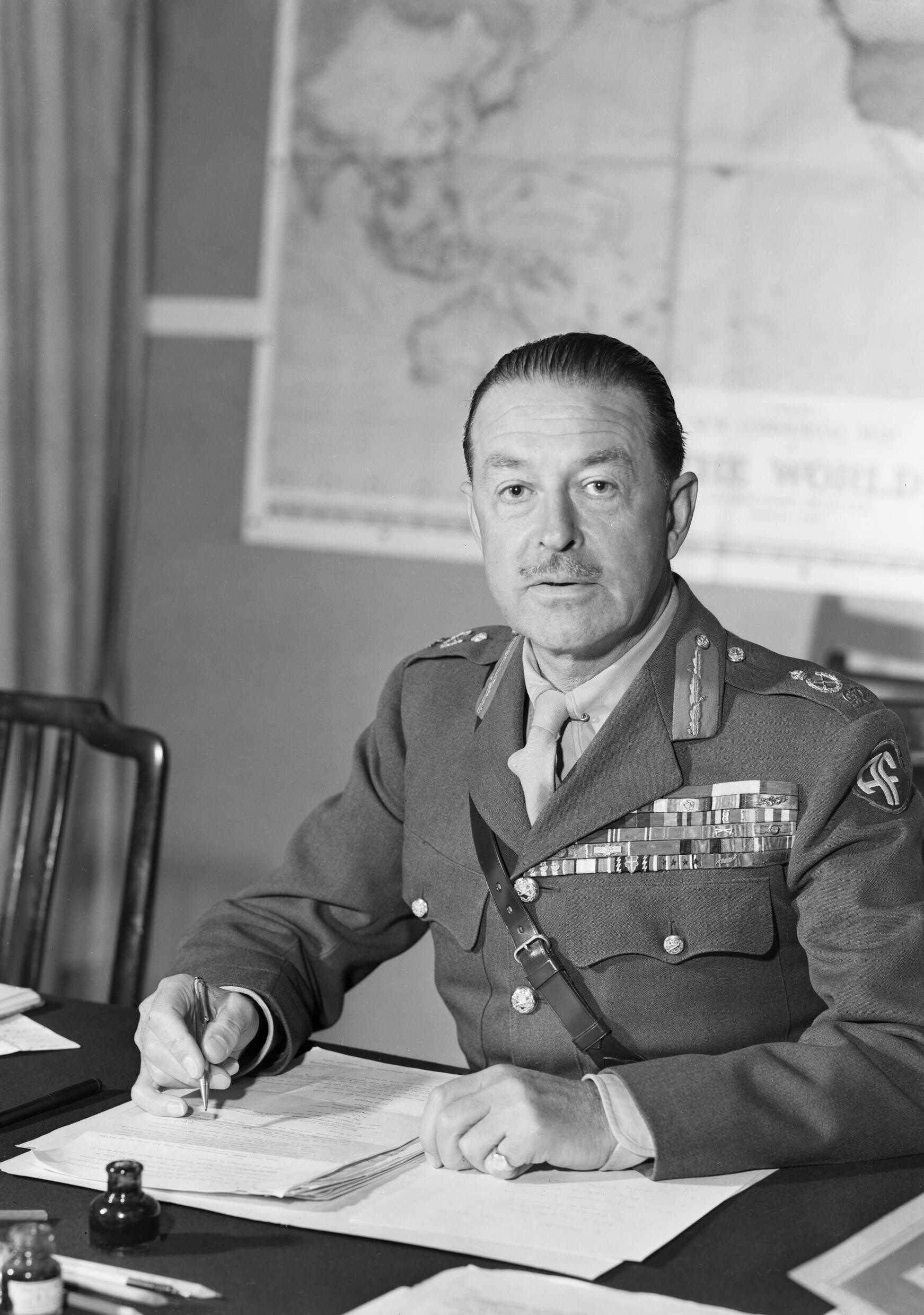
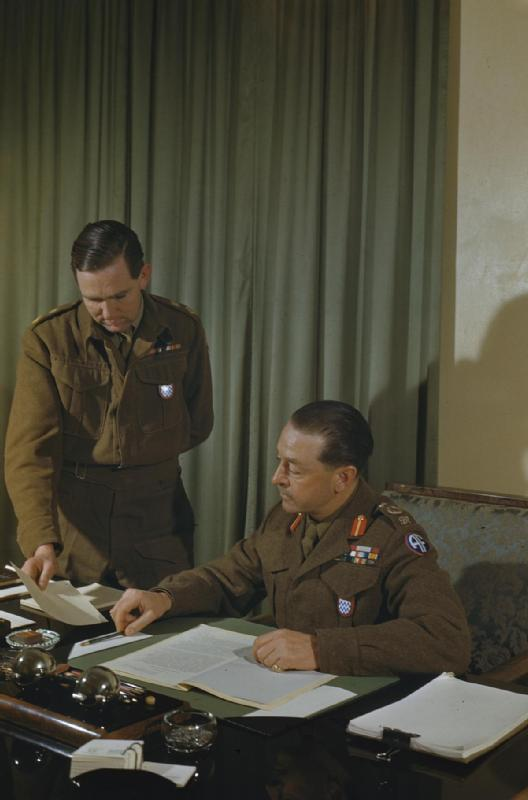
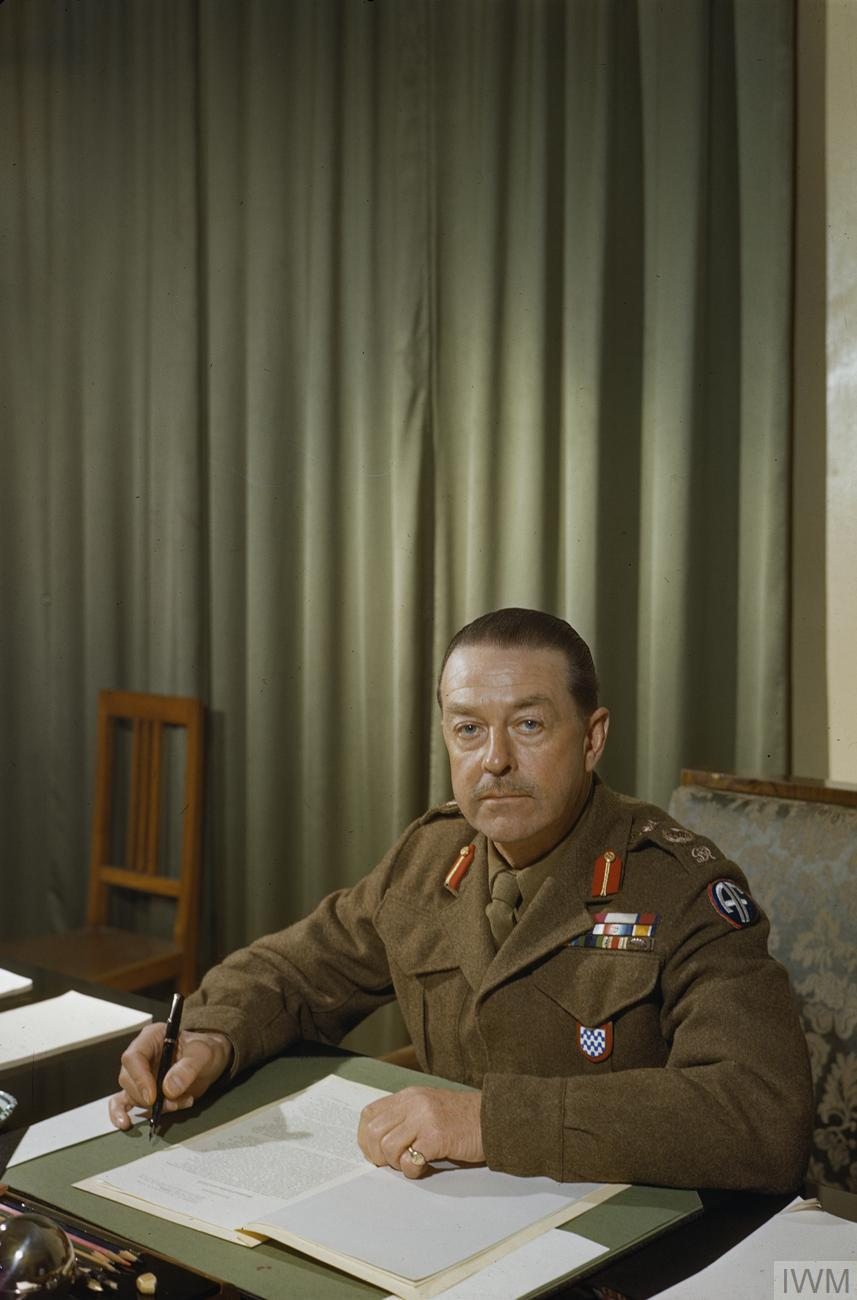
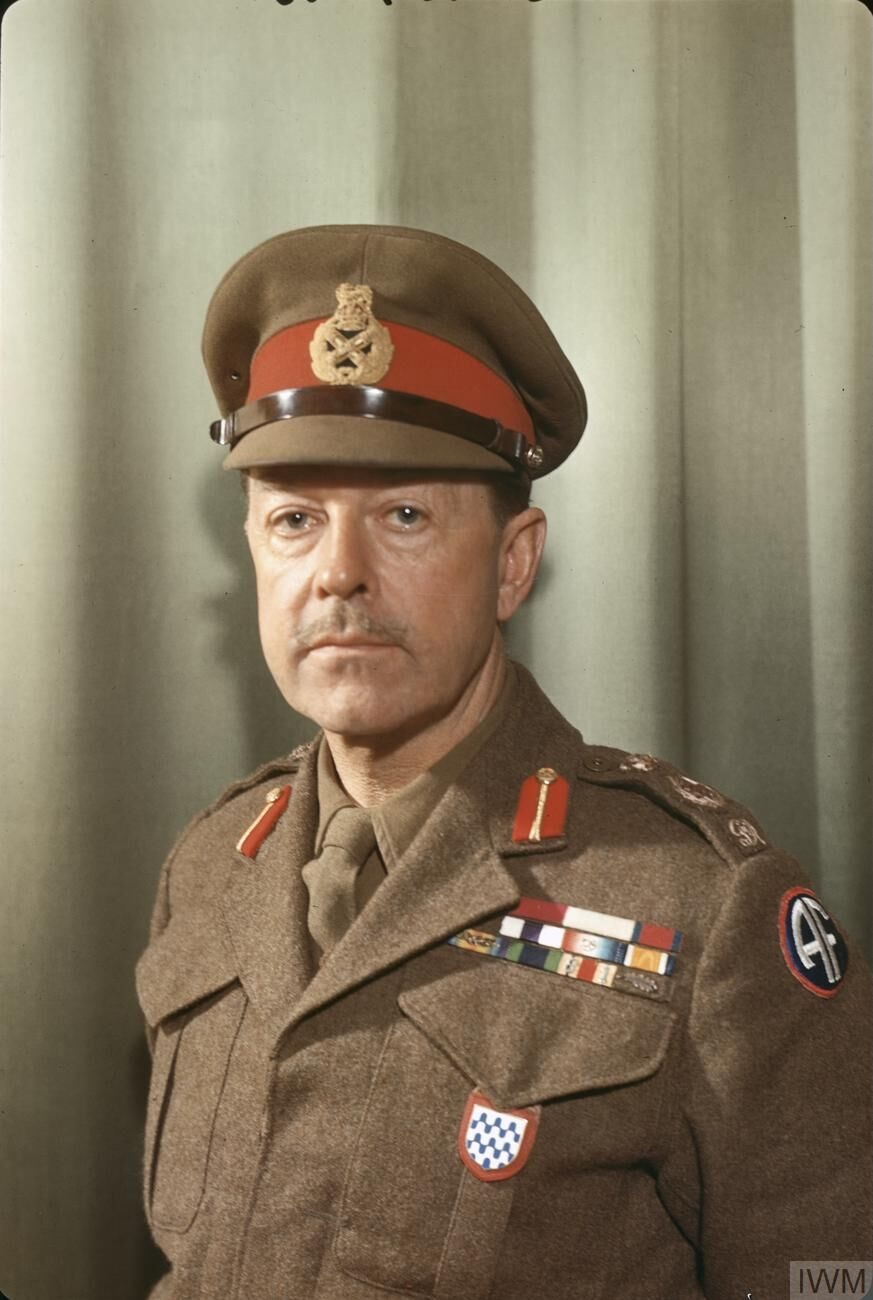
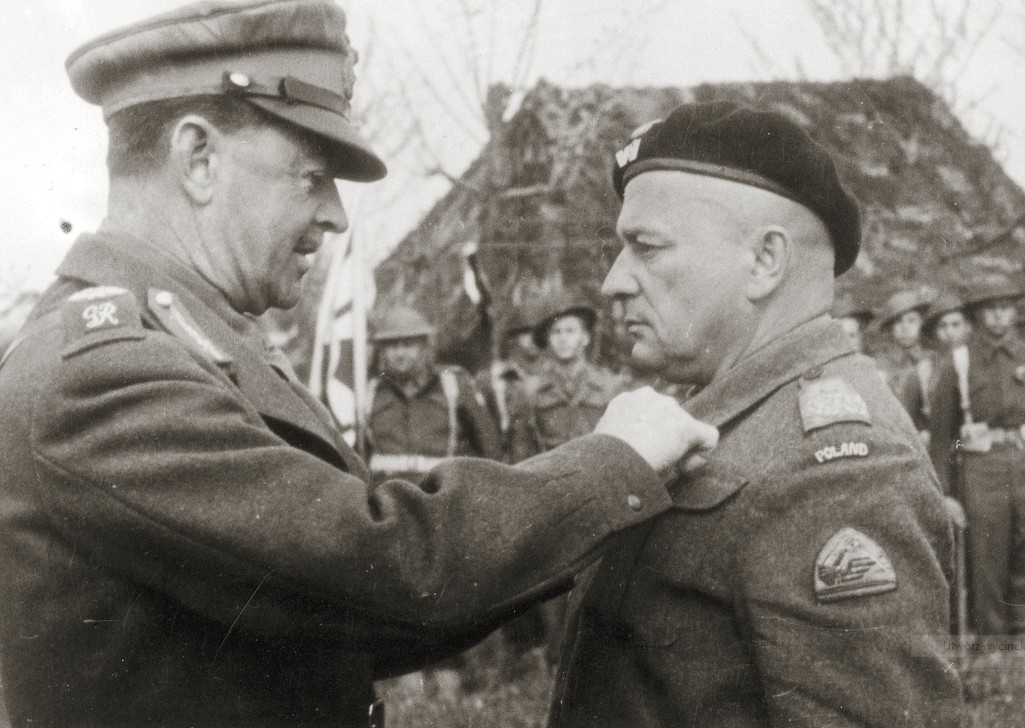